# 沙坝站
沙坝站（彝文：ꎭꀞ/sha bat）是一个成昆线上的铁路车站，位于四川省攀枝花市米易县草场乡沙坝村(原沙坝乡)。车站原为成昆铁路的预留车站，1970年成昆铁路通车后不久开站:35，目前为四等站，邮政编码为617200。目前货运：办理整车货物发到。